# آمفی‌تئاتر دورس
آمفی تئاتر دورس (آلبانیایی: Amfiteatri i Durrësit؛ لاتین: Amphitheatrum Dyrrhachium) یک آمفی تئاتر رومی در مرکز شهر دورسا، آلبانی است. ساخت و ساز این مکان در دوران امپراتور تراژان آغاز شد. در قرن 2 بعد از میلاد در سده‌های 6 و 10th نیز دو بار در اثر زمین لرزه ویران شد. این بزرگترین تماشاخانه است که تاکنون در شبه جزیره بالکان ساخته شده‌است و زمانی دارای ظرفیت 20،000 نفر است.
این آمفی تئاتر برای نگارش آن به عنوان میراث جهانی یونسکو در فهرست آزمایشی آلبانی قرار دارد. در اواخر سال ۱۹۶۶ کشف شد و به یک جاذبه گردشگری محبوب تبدیل شده‌است.